# Arbeiderforeningen Nordens Klippe

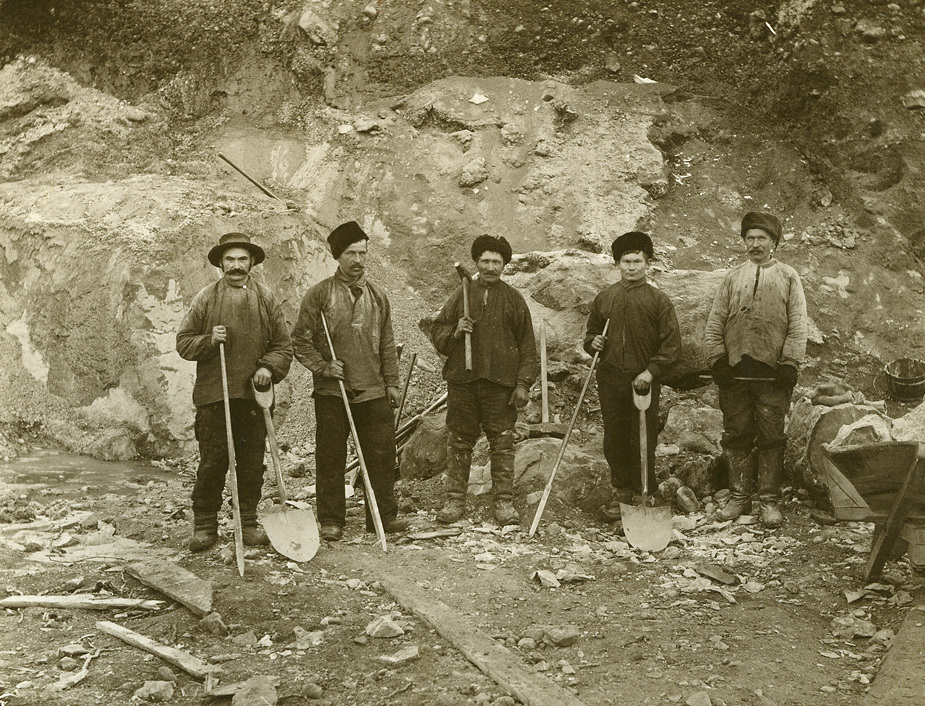
Gruvarbetare i Kirkenes 1907. Foto: Ellisif Wessel

Arbeiderforeningen Nordens Klippe, senare Gruveklubben Nordens Klippe,  är en norsk fackförening.
Norsk Klippe grundades den 8 september 1906 vid gruvföretaget  A/S Sydvaranger i Kirkenes, samma år som gruvföretaget startade sin verksamhet. Detta skedde omedelbart efter ett demonstrationsmöte samma kväll utomhus i Kirkenes, vid vilket stortingsmannen Adam Egede-Nissen från Vardø höll ett uppeldande tal för flera hundra arbetare.
Nordens Klippe organiserade arbetarna vis järngruvan i Bjørnevatn, vilka var norrmän, svenskar, finnar, samer och ryssar, och var en av Norges första fackföreningar och den första fungerande i Nordnorge. Svensken Jonas Nyström blev den förste ordföranden och läkarfrun och fotografen  Ellisif Wessel sekreterare och kassör. Norden Klippe gjorde sig känd som en aktiv förkämpe för en socialistisk samhällsordning. Föreningen blev också känd för texten "Ned med tronen, alteret og pengevældet" på sin fana. 
Nordens Klippe dominerades länge av Norges Kommunistiska Parti, tills föreningen slogs samman med en annan av Norsk Arbeidsmandsforbunds fackföreningar 1973. 
Malmproduktionen har sedan 1906 avbrutits fler gånger av krig och dåliga konjunkturer. Gruveklubben Nordens Klippe har fortsatt som förening och har efter nedläggningen av Sydvaranger Gruve 2015 bland annat bedrivit verksamhet för barn i trakten.